# Commedia dell'orrore
La commedia horror, o commedia dell'orrore o commedia orrorifica, è un genere cinematografico caratterizzato dalla presenza di elementi di commedia nera e horror leggero o splatter.
Si distingue dall'humour nero per storia e argomenti: se infatti nel primo non vengono mai trattati argomenti di orrore ma puramente sarcastici e ironici, in questo genere l'horror comico è alla base della storia.

## Origini
Il genere trae le sue origini nella commedia zombie, un filone cinematografico in voga a partire dal secondo dopoguerra; Zombies on Broadway (1945) ne è il capostipite, mischiando l'horror appunto delle storie di zombi e la commedia.

## Autori e opere
Nel 1977 esce il film giapponese Hausu, di Nobuhiko Obayashi, film giapponese tra i più influenti del genere. Altro autore acclamato del genere è Peter Jackson, regista di cult movie come Fuori di testa (1987) e Splatters - Gli schizzacervelli. Altro esponente del genere è Frank Henenlotter, con film come Basket Case (1982), Brain Damage - La maledizione di Elmer (1988) o Frankenhooker (1990). Forti elementi comici si rintracciano nel ciclo de La casa di Sam Raimi che, pur rientrando più nel canone dello splatter classico, è basato su un protagonista ottuso e pasticcione (Ash Williams, interpretato da Bruce Campbell), caratteristiche evidenziate in particolare ne La Casa 2 (1987) e L'armata delle tenebre (1993). 
Un esponente recente del genere è Edgar Wright, regista di Shaun of the dead.